# August Harbaum
August Harbaum (* 25. März 1913 in Gütersloh; † nach 1946) war ein deutscher SS-Sturmbannführer und Adjutant von Richard Glücks, dem Leiter der Inspektion der Konzentrationslager.

## Leben
Harbaum gehörte bereits als 14-Jähriger dem Jungstahlhelm an. Nach dem Ende seiner Schulzeit absolvierte er eine kaufmännische Lehre und bestritt seinen Lebensunterhalt mit kurzfristigen Anstellungen. Ab 1932 war er Mitglied der SS (SS-Nummer 37.163) und zum 1. August desselben Jahres trat er der NSDAP bei (Mitgliedsnummer 1.264.669). Nach der Machtübergabe an die Nationalsozialisten arbeitete er hauptamtlich für die SS und ging im Herbst 1934 zur SS-Schule Haus Wewelsburg. Aufgrund disziplinarischer Vergehen wurde er zum Dienst ins KZ Sachsenhausen versetzt und von dort später zum KZ Dachau kommandiert, wo er der Wachmannschaft angehörte. Im März 1939 wurde er Adjutant des Lagerkommandanten im KZ Flossenbürg, sein Nachfolger in dieser Funktion wurde im Frühjahr 1940 Ludwig Baumgartner.
Von März 1942 bis zum April 1945 war Harbaum Adjutant von Richard Glücks, dem Leiter der Inspektion der Konzentrationslager im SS-Wirtschafts- und Verwaltungshauptamt (WVHA). Zudem leitete er die Personalabteilung der Amtsgruppe D im WVHA. Ab Juni 1942 übernahm er in Personalunion die stellvertretende Leitung der Hauptabteilung DI/6 (Hundewesen) unter Franz Mueller-Darß. Im Juni 1944 wurde er zum SS-Sturmbannführer der Waffen-SS befördert.
Nach Kriegsende befand er sich in alliierter Internierung. Im Internierungslager Staumühle gab er am 19. März 1946 eine eidesstattliche Erklärung zu den Aufgaben und Zahlenangaben der von ihm geführten Personalabteilung im WVHA für den Nürnberger Hauptkriegsverbrecherprozess ab. Harbaum gab an, dass in der ihm unterstehenden Abteilung Versetzungen und Beförderungen von Angehörigen der Waffen-SS im KZ-Lagerdienst bearbeitet wurden. Für den März 1942 gab er etwa die Zahl von insgesamt 15.000 Angehörigen der Waffen-SS im Lagerdienst an, deren Anzahl sich bis zum April 1945 auf 30.000 bis 35.000 erhöht habe. Etwa 10.000 Angehörige der Waffen-SS im Lagerdienst wurden in diesem Zeitraum an die Front versetzt oder anderweitig verwendet und durch neues Lagerpersonal ersetzt. Für den Zeitraum März 1942 bis April 1945 schätzte er daher, dass insgesamt etwa 45.000 Angehörige der Waffen-SS Dienst in Konzentrationslagern verrichtet hätten.
Bald nach seiner Aussage gelang Harbaum die Flucht aus der Internierung. Er konnte nicht wieder ergriffen werden und auch der bundesdeutschen Justiz gelang es später nicht seinen Aufenthaltsort zu ermitteln. Er soll jedoch noch 1969 gesehen worden sein. Harbaum war „2003 noch zur Fahndung ausgeschrieben“.